# روجر كليفت
روجر كليفت (بالإنجليزية: Roger Clift)‏ هو لاعب كرة قدم أسترالية أسترالي، ولد في 1931 في Jamestown, South Australia ‏ في أستراليا، وتوفي في 11 مايو 1971.